# Лук'янов Павло Іванович
Павло Іванович Лук'янов (10 березня 1902, село Нова Рябина, тепер село Рябина Охтирського району Сумської області — ?) — радянський державний діяч, секретар Харківського обласного комітету КП(б)У.

## Життєпис
З липня 1919 року служив у Червоній армії, брав участь у громадянській війні в Росії.
Член РКП(б) з 1922 року.
Перебував на відповідальній роботі в місті Харкові.
З 1941 до 1945 року — в Червоній армії, учасник німецько-радянської війни з липня 1942 року. З жовтня 1942 року служив військовим комісаром 1-го дивізіону, з грудня 1942 року — заступником із політичної частини командира 1-го дивізіону 1104-го гарматного артилерійського полку 53-ї гарматної артилерійської бригади 10-ї артилерійської дивізії Резерву головного командування на Сталінградському, Брянському, 2-му Прибалтійському, 3-му Білоруському фронтах. Потім був на політичній роботі на авторемонтній базі Харківського військового округу.
У травні 1946 року затверджений завідувачем сільськогосподарського відділу Харківського обласного комітету КП(б)У. Працював на цій посаді до грудня 1946 року.
У грудні 1946 — лютому 1951 року — 3-й секретар Харківського обласного комітету КП(б)У.
Подальша доля невідома.

## Звання
- старший політрук
- майор
- капітан

## Нагороди
- орден Червоного Прапора (31.12.1942)
- орден Вітчизняної війни ІІ ст. (1.08.1944)
- орден Трудового Червоного Прапора (23.01.1948)
- медаль «За оборону Сталінграда»
- медаль «За перемогу над Німеччиною у Великій Вітчизняній війні 1941—1945 рр.»
- медалі